# فرانسوا غيوم ميناجو

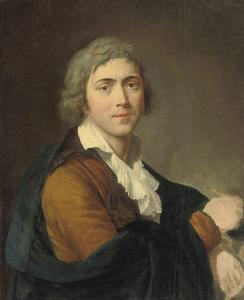
صورة ذاتية (قبل 1800)

فرانسوا غيوم ميناجوت (بالفرنسية: François-Guillaume Ménageot)‏ (1744-1816) رساما فرنسيا للمشاهد الدينية والتاريخية الفرنسية. أحد تلاميذ فرانسوا باوتشر (1703–1770) ، وفاز بالجائزة الكبرى في روما وأصبح مديرًا للأكاديمية الفرنسية في روما ، وأكاديميًا وعضوًا في المعهد.

## سيرة شخصية
ولدت مينيجوت في لندن ، نجل أوغسطين ميناجوت (ت 1784) ، تاجر فنون ومستشار لدينيس ديدرو . تدرب فرانسوا غيوم تحت قيادة جان باتيست هنري ديشايز الأولى ، ثم جوزيف ماري فين ، وأخيرًا فرانسوا بوشر (1703-1770) ، في أعماله الأولى التي تبنت أسلوب الأخير واستخدام الألوان الدافئة والخفيفة. حصل عام 1766 تومريس على رأس سايروس في وعاء من الدم في (باريس ، المدرسة العليا للأساتذة ) فاز بجائزة جائزة روما وإقامته في الأكاديمية الفرنسية في روما من 1769 إلى 1774.

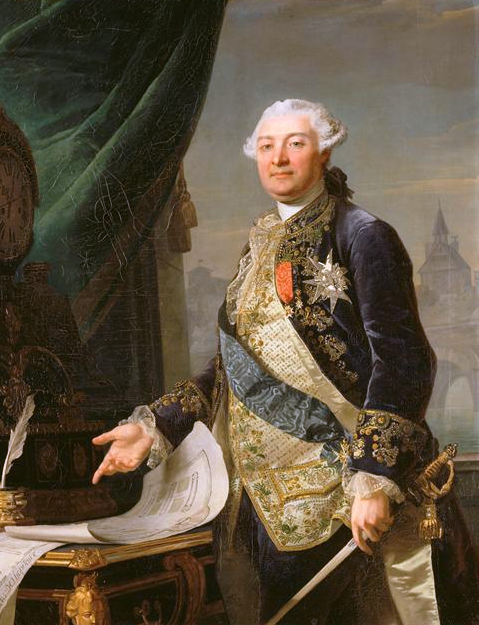
صورة لويس أوغست لو تونيليه دي بريتويل

وافقة الأكاديمية الملكية في باريس على فرانسوا غيوم كرسام تاريخ في عام 1777 ، ثم عرض بوليكسينا إلى هيكوبا ( شارتر ، في الصالون ، وحصل على استقبال جيد ، كما حصل على دخوله قطعة تعلم مقاومة مرور الوقت (1780 ؛ باريس ، المدرسة الثانوية العليا للفنون الجميلة) و 1781 وفاة ليوناردو دا فينشي في أحضان فرانسيس الأول (أمبواز ، فندق دي فيل). قاد هو وغيره من الرسامين الرسم الفرنسي للعودة إلى النمط الكبير ، مع المزيد من التراكيب الأفقية ، والأقمشة النحتية الأكثر ، والألوان الأكثر برودة ، والمرتبطة في العمارة الضخمة أكثر من أي وقت مضى. توفي في باريس.